# 国家电网

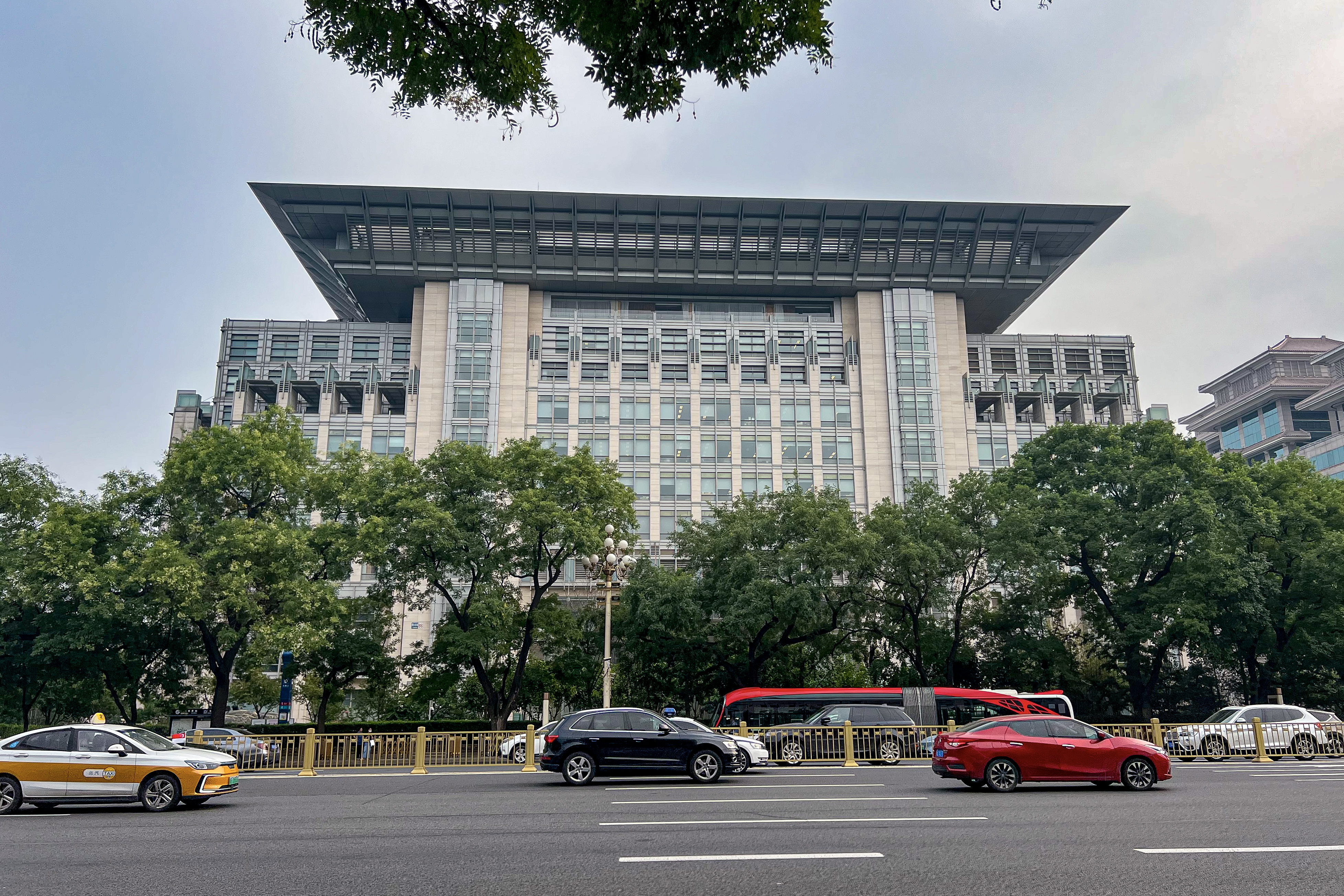
国家电网公司大楼，位于北京市西城区西长安街86号

国家电网有限公司简称国家电网或国网，是中华人民共和国一家主要从事输电、供电业务的特大型中央企业。国家电网是世界上最大的公用事业公司。截至2024年8月，国家电网在全球公司收入排名中位列第三，仅次于沃尔玛和亚马逊公司。2022年，据报道其拥有871,145名员工，11亿客户和相当于4600亿美元的收入。国家电网由国务院国有资产监督管理委员会监管。
国家电网成立于2002年12月29日，是经过中华人民共和国国务院同意进行国家授权投资的机构和国家控股公司。主要建设和运营中国电网，供应全国电力。公司实行总经理负责制，总经理是公司的法定代表人。国家电网近年开始在菲律宾、巴西、葡萄牙、澳大利亚等国家和地区开展业务。 2017年，国家电网公司由全民所有制企业整体改制为国有独资公司，名称由“国家电网公司”变更为“国家电网有限公司”。
公司连续17年获评中央企业业绩考核A级企业，2016-2018年蝉联《财富》世界500强第2位、中国500强企业第1位，是全球最大的公用事业企业。 2018年12月，世界品牌实验室编制的《2018世界品牌500强》揭晓，国家电网有限公司排名第30位。 2019年7月22日，《财富》世界500强排行榜发布，国家电网有限公司位列第5位。 2019年9月1日，2019中国战略性新兴产业领军企业100强榜单在济南发布，国家电网有限公司排名第20位；2019中国服务业企业500强榜单在济南发布，国家电网有限公司排名第1位。 2019年12月18日，人民日报发布中国品牌发展指数100榜单，国家电网排名第8位。 2020年4月，入选国务院国资委“科改示范企业”名单。 2020年8月10日，《财富》世界500强国家电网有限公司位列第3位。 2021年《财富》世界500强排名第2位。

## 组织结构

### 电网结构

#### 华北电网（北京）
- 北京市电力公司
- 天津市电力公司
- 河北省电力公司
- 山西省电力公司
- 山东省电力公司：邯郸东-聊城二回线联入华北主网
- 冀北电力有限责任公司（覆盖环京津的唐山、张家口、秦皇岛、承德、廊坊5个地市）

#### 东北电网（沈阳）
- 辽宁省电力有限公司
- 吉林省电力有限公司
- 黑龙江省电力有限公司
- 内蒙古东部电力有限公司（覆盖内蒙古东四盟）

注：蒙西电网由内蒙古自治区地方国有企业内蒙古电力（集团）有限责任公司运营。

#### 华东电网（上海）
- 上海市电力公司
- 江苏省电力公司
- 安徽省电力公司
- 浙江省电力公司
- 福建省电力有限公司

#### 华中电网（武汉）
- 河南省电力公司
- 湖北省电力公司
- 湖南省电力公司
- 江西省电力公司

#### 西北电网（西安）
- 陕西省电力公司
- 甘肃省电力公司
- 宁夏电力公司
- 青海省电力公司
- 新疆电力公司

#### 西南电网（成都）
- 四川省电力公司
- 重庆市电力公司
- 西藏自治区电力有限公司

#### 香港电网
- 港灯电力投资21%股权

#### 国网新源控股有限公司
2005年3月注册成立，目前在运在建抽蓄电站75座、容量9404万千瓦，已成为全球抽蓄运营规模最大的企业，分别有国家电网公司与中国长江三峡集团持股70%和30%
- 北京十三陵蓄能电厂
- 河北潘家口抽水蓄能电厂
- 河北张河湾蓄能发电有限责任公司
- 山西西龙池抽水蓄能电站有限责任公司
- 山西大同抽水蓄能有限公司
- 山东泰山抽水蓄能电站有限责任公司
- 辽宁蒲石河抽水蓄能有限公司
- 东北白山抽水蓄能电站
- 内蒙古分公司
- 华东天荒坪抽水蓄能有限责任公司
- 华东桐柏抽水蓄能发电有限责任公司
- 华东宜兴抽水蓄能有限公司
- 华东琅琊山抽水蓄能有限责任公司
- 安徽省响洪甸蓄能发电有限责任公司
- 安徽响水涧抽水蓄能有限公司
- 福建仙游抽水蓄能有限公司
- 河南回龙抽水蓄能有限公司
- 河南国网宝泉抽水蓄能有限公司
- 湖北白莲河抽水蓄能有限公司
- 湖北白莲河水电有限公司
- 湖南黑麋峰抽水蓄能有限公司
- 黑龙江荒沟抽水蓄能有限公司筹建处
- 浙江仙居抽水蓄能有限公司
- 浙江宁海抽水蓄能有限公司
- 江西洪屏抽水蓄能有限公司
- 甘肃分公司
- 新疆分公司
- 国网新源福建厦门抽水蓄能有限公司
- 国网新源建设有限公司
- 国网新源国际投资有限公司

#### 国外
- 意大利存贷款能源网公司35%股权
- 葡萄牙国家能源网公司25%股权
- 希腊国家电网公司24%股权
- 比利时伊安蒂斯公司14%股权
- 阿曼国家电网公司49%股权
- 菲律宾国家电网公司40%股权
- 南澳州输电网公司46.56%股权
- 新加坡能源国际澳洲资产公司60%股权
- 智利Chilquinta Energia电网100%股权
- 智利Tecnored供电设备建造商100%股权
- 智利Eletrans电力50%股权
- 国家电网巴西控股公司100%股权
- 巴西CPFL Energia SA电力54.64%股权

## 网际互联
2001年5月10日华北电网与东北电网通过500千伏姜（家营变电站）绥（中电厂）一回线联网调试运行，长166km，以60万千瓦送电潮流，年交换电量30亿千瓦时，最大送电能力80万千瓦。 2008年11月25日，东北-华北联网高岭背靠背正负125KV换流站投入商业运行，容量2X75万千瓦。
2005年7月3日西北-华中灵宝背靠背换流站投产。
华北-华中通过邯郸-新乡1回线、2009年1月晋东南-南阳-荆门1000千伏特高压交流线。
华中-川渝通过三峡电厂-万州2回50万千伏交流线，实现“川电出川”，把四川的电送到华中、华东。前因是四川电网消纳不了二滩水电站造成大量弃水。
华东-福建通过金华-福州北2回线

## 海外业务
2012年5月28日，从西班牙最大的建筑集团ACS及其下属公司手中收购巴西7个输电特许经营项目100%的股权，总代价逾9亿美元，2009年国家电网公司售电量22748亿千瓦时，营业收入12659.8亿元，资产总额18600亿元。位居《财富》杂志2012年全球500强企业第7名。 2012年售电量32539亿千瓦时，营业收入18855亿元，资产总额23527亿元，线损率6.73%，输电线路长度71.3万千米，变电设备容量28.1亿千伏安。在菲律宾、巴西、葡萄牙、澳大利亚等国家和地区开展业务。
2007年12月，国家电网、菲律宾蒙特罗电网资源公司及卡拉卡高电公司三家公司联合以39.5亿美元（约合人民币247.2亿元）的投标赢得菲律宾国家输电网未来25年的经营权。
2012年11月29日，澳大利亚昆士兰州电联公司（PowerLink）宣布中国国家电网公司通过竞标赢得该公司所持南澳输电网公司41.11%股权，预计于年底完成项目交割。
2013年5月16日国家电网收购新加坡能源公司于澳洲的子公司，包括新加坡能源澳网公司（SPAusNet）19.9%股权，及斥资62.3亿港元收购新加坡能源国际澳洲资产公司（SPIAA）60%股权。 
2014年7月31日，国网公司与意大利存贷款公司签署协议，以21亿欧元(173.5亿人民币)收购其旗下能源网公司35%股权。意大利存贷款能源网公司是意大利存贷款公司全资控股公司，持有意大利输电网公司29.85%股权和意大利天然气网络公司30.01%股权，这两家公司分别是意大利国家级输电和输配气公司。
近年来，国网公司先后在菲律宾、巴西、葡萄牙、澳大利亚、香港、意大利等国家和地区完成了多项海外并购。截至2014年6月，国网公司境外投资实际出资近30亿美元，股权投资总额超过110亿美元，资产规模超过230亿美元，投资回报率达13%。 
2016年7月4日国家电网以每股25雷亚尔的代价，共斥资58.5亿雷亚尔（140亿港元）收购巴西圣保罗工业集团 （Camargo Correa SA）持有的CPFL Energia SA23%股权。截至目前为止，国家电网已经成为巴西第三大输电营运商，其在巴西营运的输电线路总长度达7623公里，另有8000公里线路在建设中。
2017年1月24日，国家电网公司与巴西卡玛古集团、普瑞维基金、博内尔基金在巴西里约热内卢完成股权交割，成功以141.9亿雷亚尔（合44.8亿美元）的价格收购了巴西电力巨头CPFL公司的54.64%股权。
2019年10月14日国家电网公司旗下国网国际发展以22.3亿美元向美国上市公司Sempra Energy收购智利第3大输电公司Chilquinta Energia和供电设备建造商Tecnored的所有股权，以及另一电力公司Eletrans的5成股权。

## 网上服务

### 电e宝
电e宝是国家电网的第三方支付平台，提供流動應用程式，初期主要用于电费缴纳，同时提供理财、保险等金融服务。不过，其也被指功能不完善、用户体验差。
2016年12月，被曝大规模用户数据泄露，涉及用户户号、密码、地址等敏感信息。尽管国家电网紧急否认“大量泄露”，但调查发现数据泄露与第三方代办推广乱象密切相关。

### 网上国网
掌上电力是国家电网于2019年推出的平台，后改名为网上国网，提供流動應用程式，整合了原掌上电力、电e宝、95598网站、国网商城等分散入口。

## 延伸阅读
- 国家电网混改向新能源开刀 被指未涉电改核心（页面存档备份，存于） 中国经济网 2014-05-29